# Struktura i działacze Sojuszu Lewicy Demokratycznej
Struktura i działacze polskiej partii politycznej Sojusz Lewicy Demokratycznej (1999–2021) oraz frakcji SLD w ramach partii Nowa Lewica (od 2021).
Frakcję SLD w ramach Nowej Lewicy (wcześniejszej partii SLD) powołano 17 lipca 2021 – po tym, jak do partii przystąpili członkowie rozwiązanej 11 czerwca 2021 Wiosny. 9 października 2021 zakończyła się kadencja ostatnich władz SLD i wybrano wówczas parytetowe władze Nowej Lewicy (po równej liczbie działaczy z frakcji SLD i Wiosna).
Organizacją młodzieżową partii była Federacja Młodych Socjaldemokratów, następnie młodzieżówka Nowej Lewicy.

## Frakcja SLD w ramach Nowej Lewicy

### Przedstawiciele w kierownictwie Nowej Lewicy (od 9 października 2021)
Współprzewodniczący:
- Włodzimierz Czarzasty

Wiceprzewodniczący:
- Marek Dyduch
- Arkadiusz Iwaniak
- Łukasz Komoniewski
- Anna Mackiewicz
- Małgorzata Moskwa-Wodnicka
- Andrzej Szejna
- Dariusz Wieczorek

### Posłowie frakcji SLD naSejmX kadencji
- Włodzimierz Czarzasty – wicemarszałek Sejmu
- Jacek Czerniak – sekretarz stanu w Ministerstwie Rolnictwa i Rozwoju Wsi
- Agnieszka Dziemianowicz-Bąk – minister rodziny, pracy i polityki społecznej
- Piotr Kowal – od 26 czerwca 2024, zastąpił Joannę Scheuring-Wielgus
- Marcin Kulasek – sekretarz stanu w Ministerstwie Aktywów Państwowych
- Łukasz Litewka
- Arkadiusz Sikora
- Wiesław Szczepański – sekretarz stanu w Ministerstwie Spraw Wewnętrznych i Administracji
- Andrzej Szejna – sekretarz stanu w Ministerstwie Spraw Zagranicznych
- Tadeusz Tomaszewski
- Tomasz Trela
- Dariusz Wieczorek – minister nauki i szkolnictwa wyższego
- Anna Maria Żukowska – szefowa KKP Lewicy

### Senatorowiefrakcji SLD XI kadencji
- Marcin Karpiński
- Stanisław Pawlak – od 24 lipca 2024, wybrany w wyborach uzupełniających
- Małgorzata Sekuła-Szmajdzińska
- Piotr Woźniak

Były senator frakcji SLD w Senacie XI kadencji:
- Krzysztof Kukucki – sekretarz stanu w Ministerstwie Rozwoju i Technologii, do 22 kwietnia 2024, wybrany na prezydenta Włocławka

### Posłowie doParlamentu EuropejskiegoIX kadencji
- Marek Balt
- Bogusław Liberadzki

Obaj posłowie SLD zostali wybrani z list Koalicji Europejskiej i należeli w Parlamencie Europejskim IX kadencji do Postępowego Sojuszu Socjalistów i Demokratów.

### Posłowie frakcji SLD naSejmIX kadencji
- Rafał Adamczyk
- Romuald Ajchler
- Wiesław Buż
- Włodzimierz Czarzasty – wicemarszałek Sejmu
- Jacek Czerniak
- Marek Dyduch
- Agnieszka Dziemianowicz-Bąk – wybrana jako kandydatka Wiosny
- Arkadiusz Iwaniak
- Przemysław Koperski
- Katarzyna Kretkowska
- Marcin Kulasek
- Małgorzata Sekuła-Szmajdzińska
- Wiesław Szczepański
- Andrzej Szejna
- Jan Szopiński
- Tadeusz Tomaszewski
- Tomasz Trela
- Dariusz Wieczorek
- Zdzisław Wolski
- Bogusław Wontor
- Anna Żukowska

Inni posłowie frakcji SLD na Sejm IX kadencji:
- Robert Kwiatkowski – do 14 grudnia 2021, przeszedł do koła Polskiej Partii Socjalistycznej
- Karolina Pawliczak – do 6 czerwca 2023, została posłanką niezrzeszoną
- Joanna Senyszyn – do 14 grudnia 2021, przeszła do koła Polskiej Partii Socjalistycznej

## Władze partii Sojusz Lewicy Demokratycznej

### Zarząd Krajowy (ostatni skład)
Przewodniczący:
- Włodzimierz Czarzasty

Wiceprzewodniczący:
- Marek Balt
- Wincenty Elsner
- Bogusław Liberadzki
- Anna Mackiewicz
- Małgorzata Niewiadomska-Cudak
- Karolina Pawliczak
- Andrzej Szejna
- Tomasz Trela
- Sebastian Wierzbicki

Sekretarz generalny:
- Marcin Kulasek

Pozostali członkowie:
- Joanna Agatowska
- Wiesław Buż
- Jacek Czerniak
- Marek Dyduch
- Arkadiusz Iwaniak
- Artur Jaskulski
- Władysław Mańkut
- Cezary Olejniczak
- Małgorzata Sekuła-Szmajdzińska
- Wiesław Szczepański
- Karina Szewczyk
- Ryszard Śmiałek
- Jerzy Śnieg
- Dariusz Wieczorek
- Bogusław Wontor

### Przewodniczący SLD
- Leszek Miller – od 15 kwietnia 1999 do 6 marca 2004
- Krzysztof Janik – od 6 marca 2004 do 18 grudnia 2004
- Józef Oleksy – od 18 grudnia 2004 do 29 maja 2005
- Wojciech Olejniczak – od 29 maja 2005 do 31 maja 2008
- Grzegorz Napieralski – od 31 maja 2008 do 10 grudnia 2011
- Leszek Miller – od 10 grudnia 2011 do 23 stycznia 2016
- Włodzimierz Czarzasty – od 23 stycznia 2016 do 9 października 2021[1] (pozostał na stanowisku w Nowej Lewicy)

### Wiceprzewodniczący SLD
- Marek Borowski – od 20 grudnia 1999 do 29 czerwca 2003
- Stanisław Janas – od 20 grudnia 1999 do 29 czerwca 2003
- Krystyna Łybacka – od 20 grudnia 1999 do 29 czerwca 2003
- Andrzej Celiński – od 20 grudnia 1999 do 6 marca 2004
- Jerzy Szmajdziński – od 20 grudnia 1999 do 19 czerwca 2005 i od 1 czerwca 2008 do 10 kwietnia 2010
- Krzysztof Janik – od 23 lutego 2002 do 6 marca 2004
- Aleksandra Jakubowska – od 29 czerwca 2003 do 6 marca 2004
- Józef Oleksy – od 29 czerwca 2003 do 18 grudnia 2004 i od 28 kwietnia 2012 do 9 stycznia 2015
- Grzegorz Napieralski – od 6 marca 2004 do 29 maja 2005
- Katarzyna Piekarska – od 6 marca 2004 do 29 maja 2005 i od 1 czerwca 2008 do 28 kwietnia 2012
- Wiesław Szczepański – od 19 grudnia 2004 do 1 czerwca 2008
- Artur Hebda – od 19 czerwca 2005 do 1 czerwca 2008
- Andrzej Jaeschke – od 19 czerwca 2005 do 1 czerwca 2008
- Andrzej Ryński – od 19 czerwca 2005 do 1 czerwca 2008
- Joanna Senyszyn – od 19 czerwca 2005 do 1 czerwca 2008 i od 10 grudnia 2011 do 23 stycznia 2016
- Jolanta Szymanek-Deresz – od 1 czerwca 2008 do 10 kwietnia 2010
- Longin Pastusiak – od 1 czerwca 2008 do 28 kwietnia 2012
- Marek Siwiec – od 10 grudnia 2011 do 28 kwietnia 2012
- Leszek Aleksandrzak – od 10 grudnia 2011 do 16 maja 2015
- Paulina Piechna-Więckiewicz – od 10 grudnia 2011 do 23 stycznia 2016
- Zbyszek Zaborowski – od 10 grudnia 2011 do 28 kwietnia 2012 i od 23 stycznia 2016 do lipca 2019
- Joanna Agatowska – od 28 kwietnia 2012 do 23 stycznia 2016
- Bogusław Liberadzki – od 28 kwietnia 2012 do 9 października 2021[1]
- Marek Balt – od 30 maja 2015 do 9 października 2021[1]
- Dariusz Joński – od 30 maja 2015 do 23 stycznia 2016
- Krzysztof Gawkowski – od 23 stycznia 2016 do 6 listopada 2018
- Wincenty Elsner – od 23 stycznia 2016 do 9 października 2021[1]
- Karolina Pawliczak – od 23 stycznia 2016 do 9 października 2021[1]
- Andrzej Szejna – od 23 stycznia 2016 do 9 października 2021[1] (pozostał na stanowisku w Nowej Lewicy)
- Tomasz Trela – od 23 stycznia 2016 do 9 października 2021[1]
- Jerzy Wenderlich – od 23 stycznia 2016 do 2020
- Anna Mackiewicz – od 21 maja 2016 do 9 października 2021[1] (pozostała na stanowisku w Nowej Lewicy)
- Sebastian Wierzbicki – od 21 maja 2016 do 9 października 2021[1]

### Sekretarze generalni SLD
- Krzysztof Janik – od 15 kwietnia 1999 do 23 lutego 2002
- Marek Dyduch – od 23 lutego 2002 do 29 maja 2005
- Grzegorz Napieralski – od 29 maja 2005 do 31 maja 2008
- Marek Nawrot – od 31 maja 2008 do 28 kwietnia 2012
- Krzysztof Gawkowski – od 28 kwietnia 2012 do 23 stycznia 2016
- Marcin Kulasek – od 23 stycznia 2016 (pozostał na stanowisku w Nowej Lewicy)

### Przewodniczący Rady Polityczno-Programowej SLD
- Józef Oleksy – od 21 stycznia 2012 do 9 stycznia 2015

## Posłowie, senatorowie i eurodeputowani

### Posłowie SLD naSejmIX kadencji
- Rafał Adamczyk
- Romuald Ajchler
- Wiesław Buż
- Włodzimierz Czarzasty – wicemarszałek Sejmu
- Jacek Czerniak
- Marek Dyduch
- Arkadiusz Iwaniak
- Przemysław Koperski
- Katarzyna Kretkowska
- Marcin Kulasek
- Robert Kwiatkowski
- Karolina Pawliczak
- Andrzej Rozenek
- Małgorzata Sekuła-Szmajdzińska
- Joanna Senyszyn
- Wiesław Szczepański
- Andrzej Szejna
- Jan Szopiński
- Tadeusz Tomaszewski
- Tomasz Trela
- Dariusz Wieczorek
- Zdzisław Wolski
- Bogusław Wontor
- Anna Żukowska

Inny poseł SLD na Sejm IX kadencji:
- Andrzej Rozenek – do 18 sierpnia 2021, został posłem niezależnym w ramach KKP Lewicy

Z list SLD zostało wybranych także 19 posłów Wiosny i 6 posłów Lewicy Razem. Do Senatu X kadencji z ramienia SLD zostało wybranych po jednej osobie z Wiosny (Gabriela Morawska-Stanecka – wicemarszałek Senatu) i Polskiej Partii Socjalistycznej. Wszyscy parlamentarzyści wybrani z ramienia SLD zasiedli w Koalicyjnym Klubie Parlamentarnym Lewicy (2 posłanki Wiosny opuściły go w trakcie kadencji, odchodząc z partii). Szefem klubu został Krzysztof Gawkowski (Wiosna).

### Posłowie doParlamentu EuropejskiegoIX kadencji
- Marek Balt
- Bogusław Liberadzki

Inni eurodeputowani SLD IX kadencji (pozostali we wcześniejszej delegacji SLD, która przyjęła nazwę Lewica dla Europy):
- Marek Belka – do 11 stycznia 2021
- Włodzimierz Cimoszewicz – do 11 stycznia 2021
- Leszek Miller – szef delegacji Lewica dla Europy, do 18 marca 2021

Wszyscy posłowie SLD zostali wybrani z list Koalicji Europejskiej i przystąpili w Parlamencie Europejskim IX kadencji do Postępowego Sojuszu Socjalistów i Demokratów.

### Posłowie doParlamentu EuropejskiegoVIII kadencji
- Bogusław Liberadzki – wiceprzewodniczący Parlamentu Europejskiego, szef delegacji SLD-UP
- Krystyna Łybacka
- Janusz Zemke

Jako kandydatka SLD została wybrana także Lidia Geringer de Oedenberg, która jednak przed rozpoczęciem kadencji odeszła z partii. Wszyscy posłowie SLD zostali wybrani z list koalicji SLD-UP i należeli w Parlamencie Europejskim VIII kadencji do Postępowego Sojuszu Socjalistów i Demokratów.

### Posłowie SLD naSejmVII kadencji
- Romuald Ajchler
- Leszek Aleksandrzak
- Marek Balt
- Maciej Banaszak – od 26 sierpnia 2014, przeszedł z Twojego Ruchu, wybrany z listy Ruchu Palikota
- Anna Bańkowska
- Jan Cedzyński – od 26 września 2014, dawniej Twój Ruch, wybrany z listy Ruchu Palikota
- Piotr Chmielowski – od 10 września 2013, wybrany z listy Ruchu Palikota
- Jacek Czerniak
- Eugeniusz Czykwin
- Marek Domaracki – od 26 września 2014, przeszedł z Twojego Ruchu, wybrany z listy Ruchu Palikota
- Wincenty Elsner – od 30 października 2014, dawniej Twój Ruch, wybrany z listy Ruchu Palikota
- Tomasz Garbowski
- Artur Górczyński – od 8 kwietnia 2015, przeszedł z klubu Polskiego Stronnictwa Ludowego, wybrany z listy Ruchu Palikota
- Tadeusz Iwiński
- Dariusz Joński
- Tomasz Kamiński
- Adam Kępiński – od 22 lutego 2013, przeszedł z Ruchu Palikota
- Witold Klepacz
- Krzysztof Kłosowski – od 26 sierpnia 2014, przeszedł z Twojego Ruchu, wybrany z listy Ruchu Palikota
- Zbigniew Matuszczak
- Leszek Miller – szef klubu SLD
- Marek Niedbała – od 5 czerwca 2014, zastąpił Krystynę Łybacką
- Cezary Olejniczak
- Artur Ostrowski
- Stanisława Prządka
- Małgorzata Sekuła-Szmajdzińska
- Marek Stolarski – od 22 stycznia 2015, przeszedł z Bezpieczeństwa i Gospodarki, wybrany z listy Ruchu Palikota
- Tadeusz Tomaszewski
- Jerzy Wenderlich – wicemarszałek Sejmu
- Bogusław Wontor
- Stanisław Wziątek
- Zbyszek Zaborowski
- Ryszard Zbrzyzny

Inni posłowie SLD na Sejm VII kadencji:
- Jarosław Gromadzki – 19 grudnia 2014, wybrany z listy Ruchu Palikota; do 18 czerwca 2015, został posłem niezrzeszonym
- Ryszard Kalisz – do 11 kwietnia 2013, został posłem niezrzeszonym
- Sławomir Kopyciński – na początku kadencji został posłem Ruchu Palikota
- Krystyna Łybacka – do 27 maja 2014, wybrana na posła do Parlamentu Europejskiego
- Grzegorz Napieralski – do 27 czerwca 2015, został posłem niezrzeszonym

### Senatorniezależny VII kadencji, do 17 grudnia 2011 członek SLD
- Włodzimierz Cimoszewicz

### Posłowie doParlamentu EuropejskiegoVII kadencji
- Lidia Geringer de Oedenberg
- Bogusław Liberadzki – szef delegacji SLD-UP
- Wojciech Olejniczak
- Joanna Senyszyn
- Janusz Zemke

Inny eurodeputowany SLD VII kadencji:
- Marek Siwiec – do 7 grudnia 2012, został eurodeputowanym niezależnym

Wszyscy posłowie SLD zostali wybrani z list koalicji SLD-UP i należeli w Parlamencie Europejskim VII kadencji do Postępowego Sojuszu Socjalistów i Demokratów w Parlamencie Europejskim.

### Posłowie naSejmVI kadencji
- Romuald Ajchler
- Leszek Aleksandrzak
- Marek Balicki – od 24 września 2010, wcześniej niezrzeszony
- Anna Bańkowska
- Anita Błochowiak
- Eugeniusz Czykwin
- Tomasz Garbowski
- Henryk Gołębiewski
- Tadeusz Iwiński
- Zdzisława Janowska (Socjaldemokracja Polska) – od 7 kwietnia 2011, przeszła z koła Socjaldemokracji Polskiej
- Ryszard Kalisz
- Tomasz Kamiński
- Jacek Kasprzyk (Socjaldemokracja Polska) – od 16 grudnia 2010, zastąpił Krzysztofa Matyjaszczyka
- Witold Klepacz
- Jan Kochanowski
- Sławomir Kopyciński
- Bożena Kotkowska (Unia Pracy) – od listopada 2009, wcześniej niezrzeszona
- Jacek Kowalik – od 19 maja 2010, zastąpił Izabelę Jarugę-Nowacką
- Janusz Krasoń
- Zbigniew Kruszewski – od 5 maja 2010, zastąpił Jolantę Szymanek-Deresz
- Krystyna Łybacka
- Wacław Martyniuk
- Zbigniew Matuszczak
- Jarosław Matwiejuk
- Henryk Milcarz
- Tadeusz Motowidło
- Grzegorz Napieralski – szef klubu
- Artur Ostrowski
- Sylwester Pawłowski – od 18 czerwca 2009, zastąpił Wojciecha Olejniczaka
- Wojciech Pomajda
- Stanisława Prządka
- Stanisław Rydzoń
- Stanisław Stec
- Elżbieta Streker-Dembińska
- Wiesław Szczepański
- Tadeusz Tomaszewski
- Jerzy Wenderlich – wicemarszałek Sejmu
- Jan Widacki – od 9 czerwca 2011, przeszedł z DKP Stronnictwa Demokratycznego
- Marek Wikiński
- Bogusław Wontor
- Stanisław Wziątek
- Elżbieta Zakrzewska (Unia Pracy) – od 7 maja 2010, zastąpiła Jerzego Szmajdzińskiego
- Ryszard Zbrzyzny

Inni posłowie SLD i KP Lewica w Sejmie VI kadencji:
- Bartosz Arłukowicz – od 18 marca 2009 do 11 maja 2011, przeszedł do klubu Platformy Obywatelskiej
- Witold Gintowt-Dziewałtowski – do sierpnia 2011, (21 sierpnia został posłem niezrzeszonym, kilka dni później bezpartyjnym)
- Izabela Jaruga-Nowacka – do 10 kwietnia 2010, zginęła w katastrofie lotniczej
- Krzysztof Matyjaszczyk – do 7 grudnia 2010, wybrany na prezydenta Częstochowy
- Wojciech Olejniczak – do 10 czerwca 2009, wybrany na posła do Parlamentu Europejskiego
- Grzegorz Pisalski (Unia Pracy) – od 18 marca 2009 do 25 maja 2011, przeszedł do klubu Platformy Obywatelskiej
- Joanna Senyszyn – do 10 czerwca 2009, wybrana na posła do Parlamentu Europejskiego
- Władysław Szkop – od 30 marca 2011 do 29 sierpnia 2011, został posłem niezrzeszonym
- Jerzy Szmajdziński – wicemarszałek Sejmu, do 10 kwietnia 2010, zginął w katastrofie lotniczej
- Jolanta Szymanek-Deresz – do 10 kwietnia 2010, zginęła w katastrofie lotniczej
- Janusz Zemke – do 10 czerwca 2009, wybrany na posła do Parlamentu Europejskiego

Wszyscy posłowie SLD zostali wybrani z list Lewicy i Demokratów.

### Senatorniezależny VII kadencji, członek SLD
- Włodzimierz Cimoszewicz

### Posłowie doParlamentu EuropejskiegoVI kadencji
- Lidia Geringer de Oedenberg
- Bogusław Liberadzki
- Marek Siwiec – wiceprzewodniczący Parlamentu Europejskiego, szef delegacji SLD-UP
- Andrzej Szejna

Wszyscy posłowie SLD zostali wybrani z list koalicji SLD-UP i należeli w Parlamencie Europejskim VI kadencji do Partii Europejskich Socjalistów.

### Posłowie naSejmV kadencji
poseł, liczba głosów
- Anita Błochowiak 3451 głosów
- Kazimierz Chrzanowski 11 296 głosów
- Grażyna Ciemniak 3807 głosów
- Eugeniusz Czykwin 14 181 głosów
- Piotr Gadzinowski 11 650 głosów
- Tomasz Garbowski 7517 głosów
- Witold Gintowt-Dziewałtowski 9389 głosów
- Henryk Gołębiewski 8454 głosy
- Tadeusz Iwiński 9734 głosy
- Ewa Maria Janik 6077 głosów
- Elżbieta Jankowska 7495 głosów
- Izabela Jaruga-Nowacka 10 492 głosy
- Sławomir Jeneralski 4343 głosy
- Wiesław Jędrusik 9761 głosów
- Ryszard Kalisz 36 013 głosów
- Witold Klepacz 24 589 głosów – złożył ślubowanie poselskie 12 grudnia 2006, zastąpił Zbigniewa Podrazę
- Jan Kochanowski 7378 głosów
- Janusz Krasoń 15 162 głosów
- Grzegorz Kurczuk 9683 głosy
- Krystian Łuczak 5824 głosy
- Krystyna Łybacka 18 637 głosów
- Wacław Martyniuk 11 339 głosów
- Henryk Milcarz 5251 głosów
- Tadeusz Motowidło 13 488 głosów
- Grzegorz Napieralski 14 673 głosy
- Wojciech Olejniczak 31 471 głosów – wicemarszałek Sejmu
- Małgorzata Ostrowska 12 861 głosów
- Artur Ostrowski 7043 głosy
- Sylwester Pawłowski 12 469 głosów
- Jacek Piechota 17 257 głosów
- Katarzyna Piekarska 26 511 głosów
- Stanisław Piosik 5105 głosów
- Zbigniew Podraza 5363 głosy – do 26 listopada 2006, wybrany na prezydenta Dąbrowy Górniczej
- Wojciech Pomajda 6622 głosy
- Stanisława Prządka 7674 głosy
- Stanisław Rydzoń 7787 głosów
- Joanna Senyszyn 11 925 głosów
- Szczepan Skomra 6348 głosów
- Stanisław Stec 9944 głosy
- Władysław Stępień 10 505 głosów
- Włodzimierz Stępień 12 655 głosów
- Marek Strzaliński 11 045 głosów
- Wiesław Szczepański 8253 głosy
- Jerzy Szmajdziński 20 741 głosów – szef klubu SLD
- Jan Szwarc 7642 głosy
- Jolanta Szymanek-Deresz 9723 głosy
- Michał Tober 8945 głosów
- Tadeusz Tomaszewski 12 213 głosów
- Jerzy Wenderlich 10 761 głosów
- Marek Wikiński 8671 głosów
- Bogusław Wontor 7793 głosy
- Grzegorz Woźny 9178 głosów
- Stanisław Wziątek 8887 głosów
- Zbyszek Zaborowski 12 643 głosy
- Ryszard Zbrzyzny 9644 głosy
- Janusz Zemke 33 672 głosy

### SenatorVI kadencji
- Władysław Mańkut 4026 głosów – od 7 lutego 2007, wybrany w wyborach uzupełniających